# Klaudia Kaczorowska
Klaudia Kaczorowska (ur. 20 grudnia 1988 w Trzciance) − polska siatkarka grająca na pozycji przyjmującej, reprezentantka kraju. Jest absolwentką Szkoły Mistrzostwa Sportowego PZPS w Sosnowcu. 
Powołana do reprezentacji Polski przez Marco Bonittę w 2007 roku na Puchar Świata rozgrywany w Japonii.

## Sukcesy klubowe
Puchar Polski:
- 2008, 2011, 2015

Mistrzostwo Polski:
- 2011, 2013
- 2008, 2015, 2016
- 2009, 2014, 2017

Superpuchar Polski:
- 2008

Puchar CEV:
- 2015

## Sukcesy reprezentacyjne
Letnia Uniwersjada:
- 2009

Mistrzostwa Europy:
- 2009

Liga Europejska:
- 2014

## Nagrody indywidualne
- 2008: Najlepsza zagrywająca zawodniczka Pucharu Polski
- 2015: MVP i najlepsza zagrywająca Pucharu Polski